# Chodów (gmina w województwie krakowskim)
Chodów (od 1973 Charsznica) – dawna gmina wiejska istniejąca w latach 1930–1954 w woj. kieleckim i woj. krakowskim. Nazwa gminy pochodzi od wsi Chodów, lecz siedzibą władz gminy była miejscowość Miechów-Charsznica. 
Gminę Chodów utworzono 1 kwietnia 1930 roku w powiecie miechowskim w woj. kieleckim z części obszaru gmin Rzeżuśnia, Tczyca, Wielko-Zagórze i Miechów-Jaksice. Po wojnie gmina przez bardzo krótki czas zachowała przynależność administracyjną, lecz już 1 kwietnia 1945 roku została wraz z całym powiatem miechowskim przyłączona do woj. krakowskiego. 1 stycznia 1950 roku do gminy Chodów przyłączono część obszaru gminy Wielko-Zagórze. Według stanu z dnia 1 lipca 1952 roku gmina składała się z 9 gromad: Charsznica, Chodów, Falniów, Miechów Charsznica, Szarkówka, Uniejów Państwowy, Uniejów Rędziny, Witowice i Witowice Dwór.
Jednostka została zniesiona 29 września 1954 roku wraz z reformą wprowadzającą gromady w miejsce gmin. Po reaktywowaniu gmin z dniem 1 stycznia 1973 roku gminy Chodów nie przywrócono, utworzono natomiast jej terytorialny odpowiednik, gminę Charsznica w tymże powiecie.